# شبگرد بیشه
شبگرد بیشه (نام علمی: Caprimulgus anthonyi) نام یک گونه از تیره شبگردان است.